# Cloud9
Cloud9 (C9) es una organización estadounidense de deportes electrónicos fundada en 2013 por Jack Etienne. Actualmente cuenta con representantes a nivel profesional en League of Legends, Overwatch, Counter-Strike: Global Offensive, Tom Clancy's Rainbow Six: Siege, Super Smash Bros. Melee, Hearthstone: Heroes of Warcraft, Fortnite, World of Warcraft, Splitgate Arena Warfare, PUBG Mobile y Valorant. Junto con los representantes a nivel profesional, la organización también cuenta con creadores de contenido (conocidos como streamers) bajo su marca.

## Historia
Quantic Gaming, equipo de League of Legends fue calificado al League of Legends Championship Series (LCS) en 2013. Poco después el equipo fue adquirido por Jack Etienne, exmanager de otra organización en los E-sports de League of Legends: Team SoloMid. Al adquirir el equipo, Etienne mantuvo a los miembros originales del equipo, sin embargo cambió la marca llamándolo Cloud9.

## League of Legends

### Historia

#### Temporada 2013
El 2013 fue el primer año en el que Cloud9 participó como organización en un torneo de profesional de E-sports contando con los 5 jugadores del extinto Quantic Gaming: Hai «Hai» Lam, Daerek «LemonNation» Hart, Zachary «Sneaky» Scuderi, William «Meteos» Hartman y An «BalIs» Van L.
Este torneo fue el League of Legends Championship Series (LCS), donde el equipo logró fama y seguidores después de terminar la temporada regular con un récord de 25 victorias y 3 derrotas. Ese récord les aseguró un puesto en la fase eliminatoria del torneo que ganarían contra Team SoloMid 3-0 y les daría su primer trofeo en un su año de debut.
Su rendimiento en la temporada de verano del LCS en 2013 los calificó al Season 3 World Championship como el primer lugar de la región de Norteamérica. Debido a ser el primer lugar de su región, se les otorgó un pase directo a la fase de cuartos de final del torneo, que poco después perdieron 2-1 contra Fnatic.

#### Temporada 2014
Tras ganar su primer trofeo en el primer año de su incepción, Cloud9 entró a la primavera 2014 del LCS como uno de los favoritos. Al terminar 24-4 en la temporada regular de este torneo de primavera, Cloud9 salió como el primer lugar de todo el torneo asegurándoles un lugar en la semifinal de la fase eliminatoria, para eliminar a Team Curse 2-0 y posteriormente a Team SoloMid en la final con un marcador de 3-0, llevándose el premio de 50 000 USD y el trofeo de la primavera 2014 del LCS.
Después de unos meses dentro de ese mismo año, comenzó el torneo de verano 2014 del LCS, donde Cloud9 logró terminar como primer lugar en la temporada regular por tercer torneo consecutivo, sin embargo, en la fase eliminatoria no les fue como en los torneos pasados, ya que cayeron 2-3 contra Team SoloMid en la final.
Sus finales como primer y segundo lugar en los torneos del LCS del 2014 los calificó automáticamente a Worlds 2014. Torneo en el que la región Norteamericana logró registrar su primera victoria contra Corea, tras la victoria de Cloud9 contra Najin White Shield en la fase de grupos.
Cloud9 logró posicionarse en segundo lugar de su grupo con un récord de 4-2, lo cual les aseguró un lugar en los cuartos de final de Worlds 2014, en este enfrentamiento, la escuadra coreana Samsung Blue logró tomar la victoria ante Cloud9 con un marcador de 3-1, lo cual concluyó la participación de Cloud9 en el torneo y el resto del año profesional de League of Legends.

#### Temporada 2015
La primavera 2015 del LCS no fue muy diferente de previas participaciones de la escuadra norteamericana, con un récord de 12-6 en la temporada regular consiguieron un pase a la fase eliminatoria del torneo, la cual los llevaría al segundo lugar después de la derrota en la final por parte de Team SoloMid.
Sin embargo, el torneo de verano 2015 del LCS fue muy diferente, ya que el equipo fue colocado en séptimo lugar después de terminar la temporada regular con un récord de 6 victorias y 12 derrotas, lo cual les negó un pase a la fase eliminatoria del torneo.
A pesar de su pobre participación en el verano del 2015, Cloud9 logró calificar a un mini torneo interno llamado NA Regional Qualifier, el cual le otorga al ganador el último espacio disponible para representar la región de Norteamérica en el World Championship. En este torneo, Cloud9 logró derrotar a Team Liquid en la final del  NA regional Qualifier 2015 3-1 calificándolo al World Championship 2015.
La participación de Cloud9 en el World Championship 2015 fue breve, ya que terminaron en tercer lugar de su grupo con un récord de 3-3. Lo cual calificó a Fnatic y ahq e-Sports Club a la siguiente fase, y concluyó la participación de Cloud9 tanto en el torneo como en el resto del año.

#### Temporada 2016
El torneo de primavera 2015 del LCS y el verano del 2015 culminaron de maneras muy similares en el año 2016, en ambos torneos la escuadra terminó la temporada regular con un récord de 12-6 y fue derrotada por Team SoloMid 3-1 en la fase eliminatoria de los torneos. La diferencia entre estos dos torneos fue que la derrota ante Team SoloMid en la primera 2015 los dejó entre quinto y sexto lugar, mientras que la derrota del verano 2015 fue en la final, dejándolos como el segundo lugar del torneo.
Debido a los resultados en ambos torneos, Cloud9 logró calificar para el NA regional Qualifier 2016, que terminaron ganando al derrotar 3-1 a la escuadra de Immortals en la final. Esta victoria les otorgó el último espacio disponible para representar a la región de Norteamérica en el World Championship 2016.
Similar al World Championship 2015, Cloud9 concluyó la fase de grupos del World Championship 2016 con un récord de 3-3, sin embargo, esta vez sí lograron calificar a la fase eliminatoria del torneo debido a los resultados negativos del resto de los equipos en su grupo. La participación en el torneo por parte de Cloud9 culminó tras su derrota 3-0 ante Samsung Galaxy en los cuartos de final de la fase eliminatoria.

#### Temporada 2017
En el torneo de primavera 2017 del LCS, Cloud9 logró mejorar sus resultados pasados terminando la temporada regular con un récord de 14 victorias y 4 derrotas, lo cual los calificó a la fase eliminatoria del torneo. Cloud9 logró llegar hasta la final de esta fase, donde Team SoloMid logró derrotarlos 3-2.
En este año se implementó un nuevo torneo a mitad de temporada llamado Rift Rivals  el cual no tiene ningún peso para calificaciones al World Championship, sino que funciona como un evento para saldar las rivalidades entre regiones, por ejemplo, Europa y Norteamérica. En este torneo Cloud9 terminó como tercer lugar de su grupo con un récord de 3-3.
En el torneo de verano de 2018 del LCS Cloud9 terminó con la temporada regular con un récord de 12 victorias y 6 derrotas que les permitió avanzar a la fase eliminatoria del torneo de la cual fueron eliminados rápidamente por Team Dignitas 3-1 posicionándolos entre quinto y sexto lugar del torneo.
A pesar de su participación en el torneo verano 2018 del LCS, Cloud9 logró calificar al NA Regional Qualifier 2017, en cual ganaron por tercer año consecutivo derrotando a Counter Logic Gaming 3-1. Esta victoria les permitió representar una vez más a la región de Norteamérica en el World Championship 2017.
Similar a su participación el World Championship 2016, Cloud9 culminó la fase de grupos con un récord 3-3 que los calificó a la fase eliminatoria del torneo, que poco después fue eliminado del torneo por Team WE en una cerrada serie de juegos que terminó 3-2 en favor del equipo chino.

#### 2018–presente
Cloud9 culminó la temporada regular del torneo de primavera 2018 del LCS con un récord de 11 victorias y 7 derrotas, esto les permitió avanzar a la fase eliminatoria del torneo, donde fueron rápidamente eliminados por Team Liquid en una arrasadora serie 3-0. Esto posicionó a Cloud9 entre quinto y sexto lugar del torneo, similar a su final en la primavera de 2016 del LCS.
En el torneo de verano de 2018 del LCS Cloud9 obtuvo el mismo récord que el torneo pasado durante la temporada regular, con 11 victorias y 7 derrotas. Cabe mencionar que a mitad temporada Cloud9 se encontraba en último lugar con récord de 3-7. Para la segunda mitad logró 8 victorias al hilo que los posicionó como tercer lugar en la temporada regular. Cloud9 logró llegar a la final al derrotar a Team SoloMid en las semifinales en una cerrada serie 3-2. En la final Cloud9 fue derrotado rápidamente por Team Liquid en una arrasadora serie 3-0, lo cual los forzó a entrar una vez más al NA Regional Qualifier, que ganaron por cuarta vez consecutiva al derrotar a Team SoloMid 3-0.
Por ganar el NA Regional Qualifier 2018, se les otorgó el último espacio para representar a Norteamérica en el World Championship 2018. En la fase de grupos, Cloud9 logró posicionarse en el segundo lugar del grupo B con un récord de 4-2, eliminando a los campeones del 2017 Samsung Galaxy y a la escuadra europea Team Vitality.
Fue este el año en el que Cloud9 llegó más lejos que cualquier equipo norteamericano en el World Championship desde 2011, posicionándose entre los mejores cuatro equipos de todo el torneo. Fue en las semifinales cuando la escuadra norteamericana fue eliminada por Fnatic en una serie rápida de 3-0.
En el The International 2024 en Copenhague, Cloud9 se clasificó a través de los clasificatorios regionales de Europa Occidental y dominó el Grupo B con un récord de 5–1 para obtener un lugar en el cuadro superior. Tras barrer a 1win 2–0 en el partido decisivo de la siembra, vencieron a Aurora 2–0 en su cuartos de final del cuadro superior antes de caer 0–2 ante Team Liquid. Cloud9 fue eliminado en quinto–sexto lugar tras perder 0–2 ante Team Falcons, obteniendo aproximadamente 88 000 USD en premios.
El 6 de mayo de 2024, la Esports World Cup Foundation —financiada por el Fondo de Inversión Pública de Arabia Saudí y organizadora de la serie Esports World Convention— anunció los 30 clubes de su Club Support Program, entre ellos Cloud9.

### Jugadores
Equipo competitivo de League of Legends actualmente conformado por:
| Rol     | Nombre en el juego | Nombre real               | País de origen |
| ------- | ------------------ | ------------------------- | -------------- |
| Coach   | Mithy              | Alfonso Aguirre Rodríguez | España         |
| Top     | Licorice           | Eric Rtichie              | Canadá         |
| Jungla  | Blaber             | Robert Huang              | Estados Unidos |
| Jungla  | Svenskeren         | Dennis Johnsen            | Dinamarca      |
| Mid     | PerkZ              | Luka Perkovic             | Croacia        |
| ADC     | Zven               | Jesper Svenningsen        | Dinamarca      |
| ADC     | Sneaky             | Zachary Scuderi           | Estados Unidos |
| Soporte | Zeyzal             | Tristan Stidam            | Estados Unidos |